# Stéphane Kox
Stéphane Kox (Eindhoven, 25 december 1993) is een Nederlandse autocoureur en televisiepresentatrice.

## Carrière

### Autosport
Kox is actief geweest in verschillende raceklasses. Na incidenteel een aantal races gereden te hebben debuteerde Kox in 2013 in de ADAC Formel Masters, waar ze in het eindklassement 16e werd. Het jaar erop kwam ze uit in de Seat Leon Eurocup. In 2015 pakte ze haar eerste titel in de toerwagenklasse in de Belgische BMW M235i Cup. Vanaf 2016 reed Kox op invitatie verschillende races in verschillende klasses, waaronder de European GT4 Series.
In 2019 slaagde ze er net niet in om zich te kwalificeren voor de W Series. Daaropvolgend richtte Kox zich minder op haar racecarrière maar rondde ze haar rechtenstudie af aan de Tilburg University. Na twee jaar vrijwel niet geracet te hebben kwam Kox in 2021 uit in de DTM Trophy, een DTM-raceserie waarin jonge talenten met GT-auto's rijden. Kox nam deel in een Toyota Supra GT4 van het team Ring Racing. Kox is tevens instructrice voor Lamborghini Squadra Corse.
In oktober 2023 werd Kox de eerste Nederlandse vrouw die een Formule 1-auto heeft gereden. Ze mocht de Lotus E20 uit seizoen 2012 namens Alpine testen op het Franse circuit Paul Ricard.

### Televisie
Sinds 2019 is ze een van de presentatoren van RTL Autowereld. In 2022 was Kox pitreporter tijdens de Formule 1-races uitgezonden door Viaplay. Kox besloot hier na een jaar mee te stoppen om zich meer op racen te focussen.

### Overig
Met Christijan Albers startte Kox in 2024 een managementbureau voor sporters.

## Privéleven
Kox is de dochter van de coureur Peter Kox. Ze woont in Monaco en is getrouwd met wielrenner Danny van Poppel.